# Královopolská

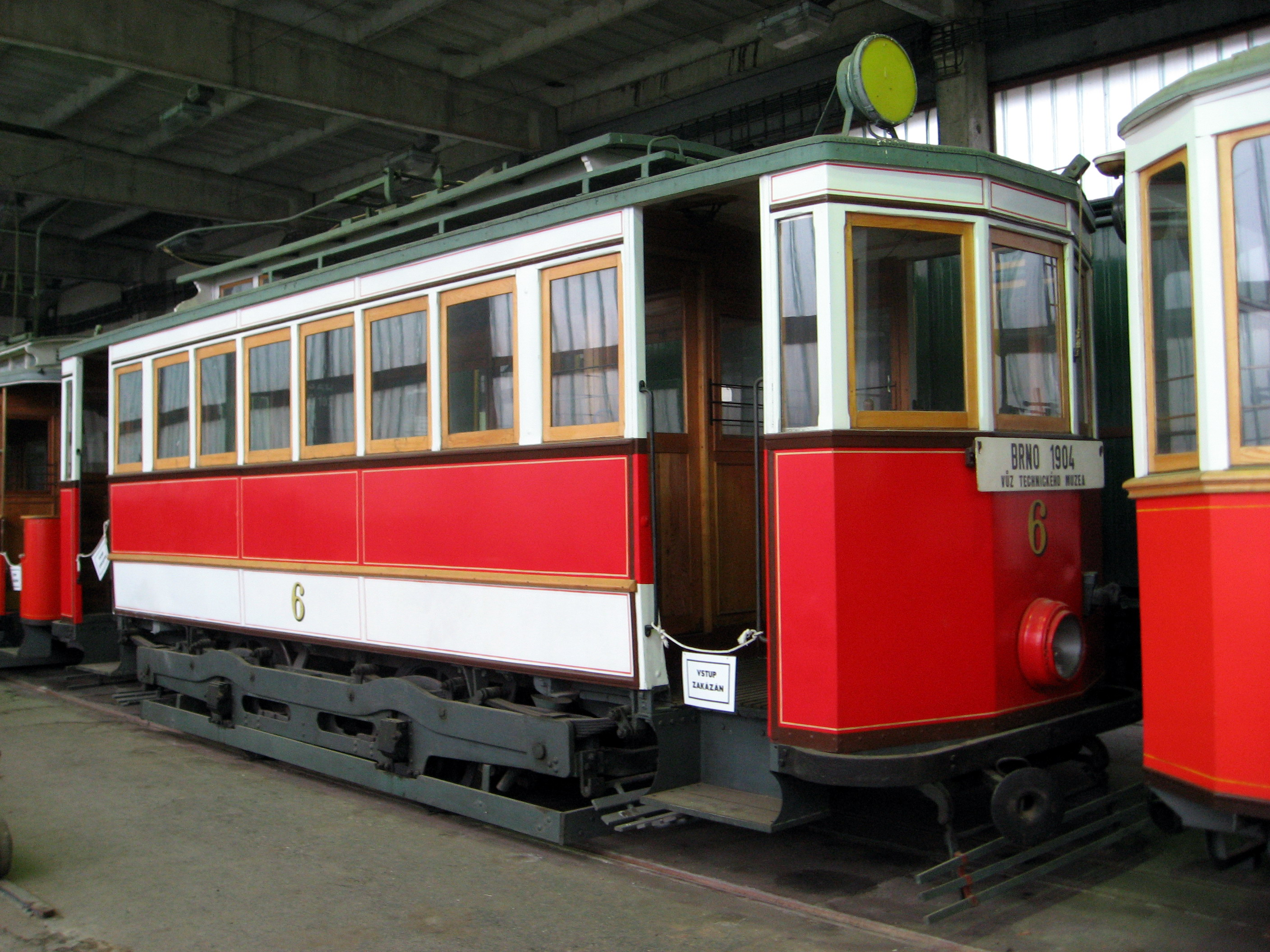
Jedna ze sedmi tramvají od firmy Lederer & Porges dodaných do Brna

KRÁLOVOPOLSKÁ, a.s. je strojírenský podnik nacházející se v Brně, v městské části Královo Pole. Firma byla založena 26. září 1889 bratranci Filipem Porgesem a Augustem Ledererem jako Brünn-Königsfelder Maschinenfabrik Lederer & Porges (Brno-Královopolská strojírna Lederer & Porges) pro kovodělnou a strojírenskou výrobu. Zpočátku zde byly vyráběny železniční nákladní vozy, zejména cisternové, a parní kotle. Později byl sortiment rozšířen např. na tramvaje, motorové železniční vozy, chladicí stroje, parní čerpadla, mohutné jeřáby či ocelové konstrukce. Po několika fúzích a změnách názvů byla společnost v roce 1945 znárodněna.
V roce 1992 vznikla KRÁLOVOPOLSKÁ a. s., na kterou přešel veškerý majetek původního státního podniku Královopolská strojírna. Nově založená akciová společnost byla v polovině 90. let privatizována. Po finančních problémech ve druhé polovině 90. let 20. století se podnik ocitnul v konkursu, nový management ale firmu finančně restrukturalizoval a oddlužil. V roce 2003 se KRÁLOVOPOLSKÁ (vyráběla) sloučila s dceřinou společností Královopolská strojírna (vlastnila majetek) a o rok později byla znovu privatizována společností BRASS, s.r.o. V rozlehlém a nevyužitém areálu Královopolské se již v té době začala vytvářet průmyslová zóna. V současnosti vyrábí KRÁLOVOPOLSKÁ zařízení pro chemický a petrochemický průmysl, jeřáby a další ocelové konstrukce.

## Vyráběné typy tramvají
| Typ                                     | Roky výroby | Počet vyrobených vozů | Dodávky |
| --------------------------------------- | ----------- | --------------------- | ------- |
| série 1II–5II                           | 1903        | 5                     | Brno    |
| série 6II–7II                           | 1904        | 2                     | Brno    |
| série 18–21                             | 1904        | 4                     | Ostrava |
| série 1–3 (kropicí vozy)                | 1923–1928   | 3                     | Brno    |
| série 28–33                             | 1926–1927   | 4                     | Ostrava |
| série 74–103, 114–149, 151–152, 400–405 | 1926–1946   | 74                    | Brno    |
| série 251–260 (vlečné vozy)             | 1928        | 10                    | Brno    |
| série 50–51 (vlečné vozy)               | 1931        | 2                     | Most    |
| série 46–48                             | 1931–1938   | 3                     | Teplice |
| série 261–296 (vlečné vozy)             | 1939–1947   | 36                    | Brno    |
| série 81–85, 186–220 (vlečné vozy)      | 1942–1951   | 40                    | Ostrava |
| série 36–65                             | 1944–1951   | 30                    | Ostrava |
| série 40–45 (vlečné vozy)               | 1950        | 6                     | Olomouc |
| série 297–326 (vlečné vozy)             | 1950        | 30                    | Brno    |
| 4MT                                     | 1950–1952   | 25                    | Brno    |
| ∑                                       | 1903–1952   | 274 kusů              |         |